# Singhiella premnae
Singhiella premnae là một loài côn trùng cánh nửa trong họ Aleyrodidae, phân họ Aleyrodinae.
Singhiella premnae được Martin miêu tả khoa học đầu tiên năm 1999.